# Списък със синглите номер 1 на Bulgarian National Top 40 (2008)
Това е списък със синглите на първа позиция в класацията Bulgarian National Top 40 за 2008.
- OneRepublic с участието на Timbaland - Apologize (Remix)
  - 7 седмици (9 декември 2007 – 26 януари 2008)
- Leona Lewis - Bleeding Love
  - 1 седмица (27 януари – 2 февруари)
- Alicia Keys - No One
  - 4 седмици (3 февруари – 1 март)
- Kelly Rowland - Work
  - 6 седмици (2 март – 12 април)
- Duffy - Mercy
  - 2 седмици (13 април – 26 април)
- Leona Lewis – Better in Time
  - 1 седмица (27 април – 3 май)
- Madonna с участието на Justin Timberlake & Timbaland - 4 Minutes
  - 7 седмици (4 май – 21 юни)
- Мария Илиева с участието на Графа - Чуваш ли ме
  - 2 седмици (22 юни – 5 юли)
- Elize - Lovesick
  - 1 седмица (6 юли – 12 юли)
- Ne-Yo – Closer
  - 6 седмици (13 юли – 23 август)
- Madonna – Give It 2 Me
  - 2 седмици (24 август – 6 септември)
- Jordin Sparks - One Step at a Time
  - 3 седмици (7 септември – 27 септември)
- Katy Perry - I Kissed A Girl
  - 6 седмици (28 септември – 8 ноември)
- P!nk - So What
  - 3 седмици (9 ноември – 29 ноември)
- Миро - Губя контрол, когато
  - 1 седмица (30 ноември – 6 декември)
- Katy Perry – Hot'n'cold
  - 2 седмици (7 декември – 20 декември)
- Миро – Губя контрол, когато
  - 1 седмица (21 декември – 27 декември)
- Графа и Нора - Именно ти
  - 2 седмици (28 декември – 10 януари 2009)